# Чіллі Боршаньї
Чіллі Боршаньї (угор. Csilla Borsányi; нар. 2 серпня 1987) — колишня угорська тенісистка.
Найвищу одиночну позицію світового рейтингу — 701 місце досягла 1 жовтня 2012, парну — 552 місце — 6 жовтня 2014 року.
Здобула 4 парні титули туру ITF.

## Фінали ITF

### Парний розряд (4–2)
| Легенда          |
| ---------------- |
| турніри $100,000 |
| турніри $75,000  |
| турніри $50,000  |
| турніри $25,000  |
| турніри $10,000  |

| Фінали за покриттям |
| ------------------- |
| Тверде (1–1)        |
| Ґрунт (1–1)         |
| Трава (0–0)         |
| Килим (2–0)         |

| Результат | Ранг | Дата              | Турнір                   | Покриття | Партнерка      | Суперниці                                          | Рахунок          |
| --------- | ---- | ----------------- | ------------------------ | -------- | -------------- | -------------------------------------------------- | ---------------- |
| Перемога  | 1.   | 30 травня 2006    | ITF Дьєр, Угорщина       | Ґрунт    | Віраг Немет    | Нікола Вайдова Патріція Верешова                   | 6–4, 6–4         |
| Поразка   | 1.   | 23 липня 2012     | ITF Палич, Сербія        | Ґрунт    | Агнеш Букта    | Карін Моргошова Ленка Тварошкова                   | 7–5, 4–6, [8–10] |
| Перемога  | 2.   | 4 листопада 2013  | ITF Іракліон, Греція     | Килим    | Ілка Черегі    | Марина Колб Надія Колб                             | 4–6, 6–3, [11–9] |
| Перемога  | 3.   | 11 листопада 2013 | ITF Іракліон, Греція     | Килим    | Ілка Черегі    | Стеффі Дістелманс Нана Міякава                     | 6–0, 6–1         |
| Поразка   | 2.   | 2 грудня 2013     | ITF Шарм-еш-Шейх, Єгипет | Тверде   | Амінат Кушхова | Гаррієт Дарт Кейті Данн                            | 6–0, 4–6, [4–10] |
| Перемога  | 4.   | 31 березня 2014   | ITF Іракліон, Греція     | Тверде   | Ілка Черегі    | Валентіні Грамматікопулу Лейкіна Поліна Олексіївна | 4–6, 6–3, [10–6] |